# Chromatopelma cyaneopubescens
Chromatopelma cyaneopubescens é uma espécie de aranha pertencente à família Theraphosidae.
Essa espécie é endêmica da Venezuela.

## Descrição

#### Aparência
Essa espécie é distinto por sua coloração incomum. A pelagem possui cores vibrantes como verde-azulado no cefalotórax, azul royal nas pernas, e castanho-avermelhado no abdômen. Esses cores se mostram quando a aranha chega na maturidade. Os jovens dessa espécie são usualmente marrom e castanha. Quando crescido, pode ser até 11.5 a 15 centímetros. Assim elas pode se assemelhar como outros espécies azuis, são identificável por seus pelos laranjas e verdes. 

#### Veneno
Como todo caranguejeiras, Chromatopelma Cyaneopubescens é venenoso, mas seu veneno é leve e não se consideram perigoso. Devido a esse, alguns pessoas irão criar-se como um animal de estimação. São populares como animais de estimação exóticos em países como os Estados Unidos. 

#### Habitat
Essa caranguejeira se encontram na região norte da Venezuela,  e é indígena da Península de Paraguaná. Vivem no áreas de deserto e vegetação rasteira. 

#### Comportamento
Essa caranguejeira é semi-arborícola e pode se consideram terrestre ou arborícola. Vivem no tocas perto do raízes e produzem teias espessas.  Podem ser inquietos e não são prováveis para ataque ou morder humanos sem provocação. Na sinal do perigo, essas aranhas são mais prováveis para trocar de seus pelos urticantes e fugir.

## Referências

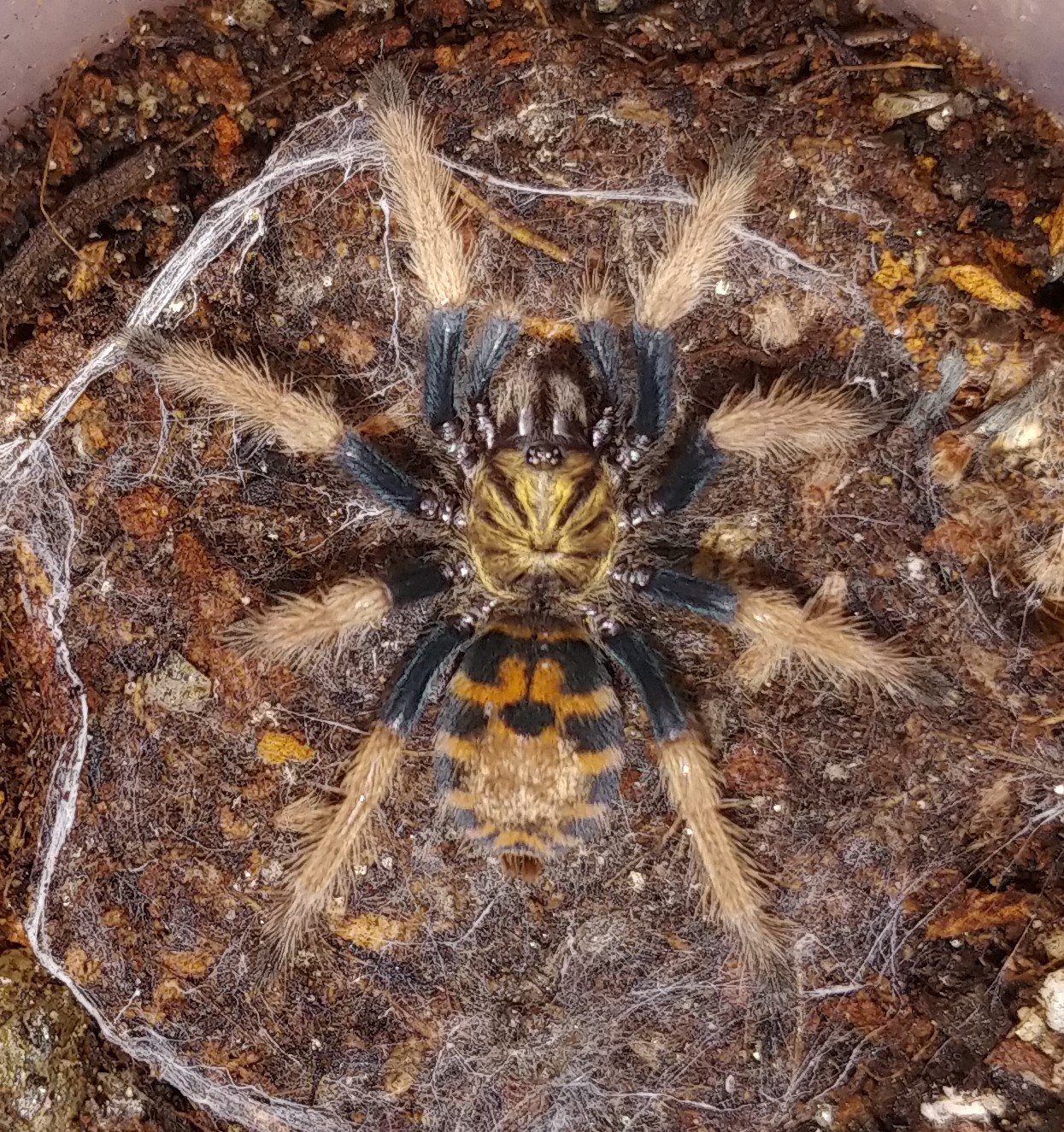
Um espécime jovem.
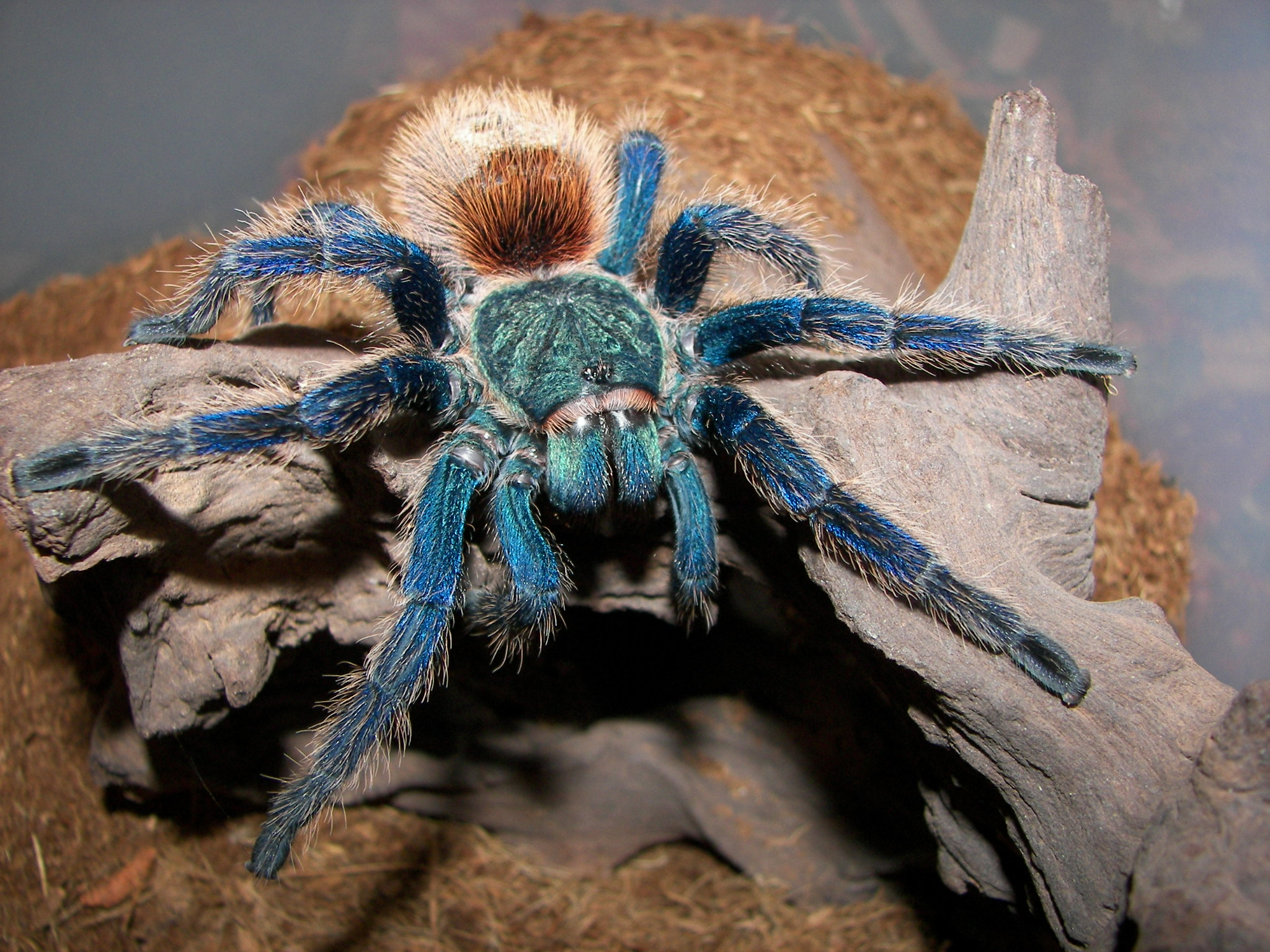
Um espécime adulto.
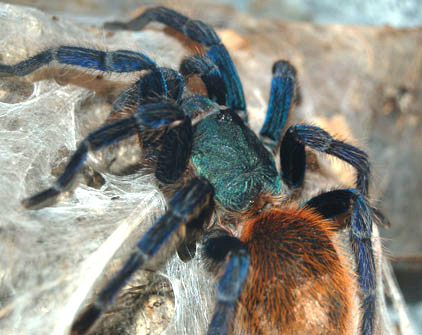
Os pelos laranjas são os pelos urticantes dessa aranha.